# César Charlone (cineasta)
César Charlone (Montevideo, 20 de febrer de 1950) és un cineasta de l'Uruguai que es va exercir com director i guionista en l'episodi «A Coroa do Imperador» i “Dois para Brasília” (2002) de la sèrie de televisió Cidade dos homens, en la pel·lícula El baño del Papa (2007) i “Artigas, La Redota” i com a fotògraf a les pel·lícules American Made Barry Seal: Solo en América, O Homem da Capa Preta, Feliz Ano Velho, Two Bilhon Hearts, Cidade de Deus, The Constant Gardner, Blindness, The Two Popes, La Sociedad de la Nieve o Stranded entre altres
Des de fa anys resideix al Brasil, on va començar la seva carrera filmant comercials i documentals, a més d'en Suècia. Charlone va filmar les pel·lícules Palace II, Cidade de Deus, The Constant Gardener i Blindness de Fernando Meirelles.
En l'actualitat es troba dedicat a la preparació d'un documental sobre els quinze anys de govern del Front Ampli i serà co-director de fotografia de la pel·lícula «La Uruguaya», basada en el llibre homònim de Pedro Mairal, amb direcció d'Ana García Blaya. La pel·lícula és portada endavant per la Comunitat Orsai, liderada por el escritor argentino Hernán Casciari.

## Filmografia
| Any  | Pel·lícula                                                           |
| ---- | -------------------------------------------------------------------- |
| 2021 | La uruguaya                                                          |
| 2019 | The Two Popes' 2017 3% Netflix                                       |
| 2017 | American Made 2016 Red Trees 2014 destino Rio 2013 destino Sao Paulo |
| 2011 | Artigas: La Redota                                                   |
| 2008 | Blindness                                                            |
| 2007 | Stranded: I Have Come from a Plane That Crashed on the Mountains     |
| 2007 | El baño del Papa                                                     |
| 2005 | The Constant Gardener                                                |
| 2004 | Sucker Free City                                                     |
| 2002 | Cidade de Deus                                                       |
| 2002 | Palace II                                                            |
| 1998 | Verger: Mensageiro Entre Dois Mundos                                 |
| 1996 | Como Nascem os Anjos 1994 Two Billon Hearts                          |
| 1989 | Doida Demais                                                         |
| 1987 | Feliz Ano Velho                                                      |
| 1986 | O Homem da Capa Preta                                                |
| 1985 | Aqueles Dois                                                         |
| 1984 | Em Nome da Segurança Nacional                                        |

## Premis i distincions
Festival Internacional de Cinema de Sant Sebastià
| Any  | Categoria        | Pel·lícula       | Resultat  |
| ---- | ---------------- | ---------------- | --------- |
| 2007 | Premi Horizontes | El baño del Papa | Guanyador |

Mostra de Cinema Llatinoamericà de Lleida
| Any  | Categoria          | Pel·lícula       | Resultat  |
| ---- | ------------------ | ---------------- | --------- |
| 2008 | Millor opera prima | El baño del Papa | Guanyador |

## Referéncies
1. ↑  El baño del papa
2. ↑  Ensayo sobre la luz
3. ↑  «Charlone prepara un documental sobre los gobiernos frenteamplistas», 26-11-2020.
4. ↑  ElPais. «Hernán Casciari reveló que César Charlone se encargará de la fotografía de "La uruguaya"» (en castellà). [Consulta: 5 maig 2021].
5. ↑  lectura, Noticias·23/04/2021·1 Minuto de. «La adaptación de "La Uruguaya" será dirigida por Ana García Blaya» (en castellà), 23-04-2021. [Consulta: 5 maig 2021].
6. ↑  Casciari, Hernán. «Orsai producirá cine desde 2021 y el proceso va a ser una película aparte» (en anglès). Arxivat de l'original el 2021-05-05. [Consulta: 5 maig 2021].
7. ↑  «César Charlone será uno de los directores de fotografía de la película “La Uruguaya”» (en castellà). [Consulta: 5 maig 2021].
8. ↑  Entrevista a César Charlone
9. ↑  Palmarés de la 55ª edición del Festival de San Sebastián 2007
10. ↑  Argentina y Uruguay acaparan los principales premios de la 14ª Mostra de Cine Latinoamericano de Lleida, latamcinema,com